# アッカーヴィル (アラバマ州)
アッカーヴィル（Ackerville）は、アメリカ合衆国のアラバマ州ウィルコックス郡にある非法人地域。アッカーヴィルにあるAckerville Baptist Church of Christはアメリカ合衆国国家歴史登録財に登録されている。

## 地形
アッカーヴィルは、北緯32度01分48秒 西経87度03分58秒 / 北緯32.030度 西経87.066度座標: 北緯32度01分48秒 西経87度03分58秒 / 北緯32.030度 西経87.066度に位置しており、海抜は285フィート (87 m)。